# آیگیستوس ۲۲۴۰۱
سیارک ۲۲۴۰۱ (به انگلیسی: 22401 Egisto، نامگذاری:1995DP3) بیست و دو هزار و چهارصد و یکمین سیارک کشف شده‌است که در ۲۴ فوریه ۱۹۹۵ کشف شد.
قدر مطلق سیارک برابر ۳۲.۳ است.